# Mecodina imperatrix
Mecodina imperatrix là một loài bướm đêm trong họ Erebidae.